# Tam liên họa

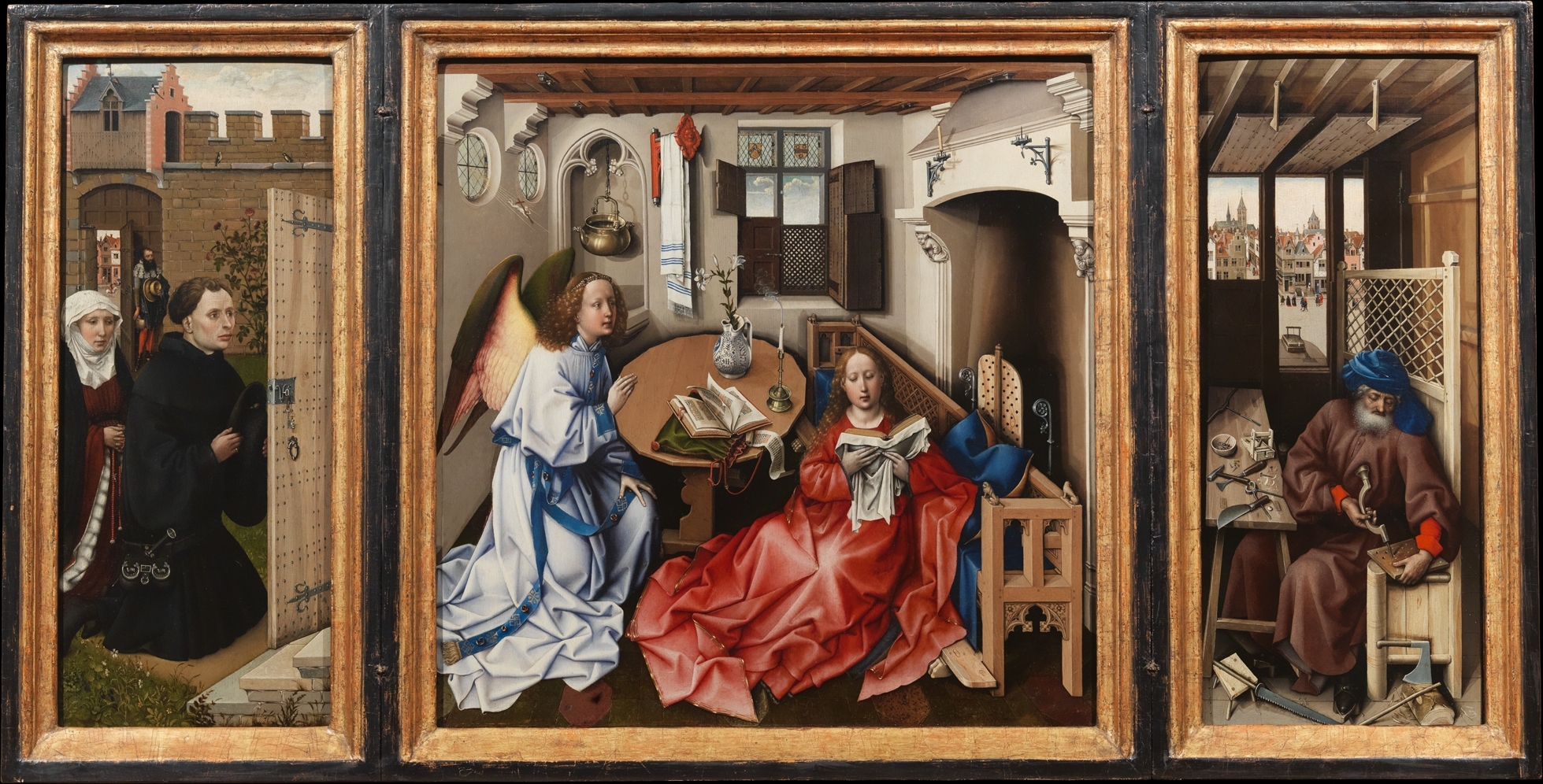
"Tế đàn họa Merode", tác phẩm được cho là của Robert Campin, khoảng 1427–32

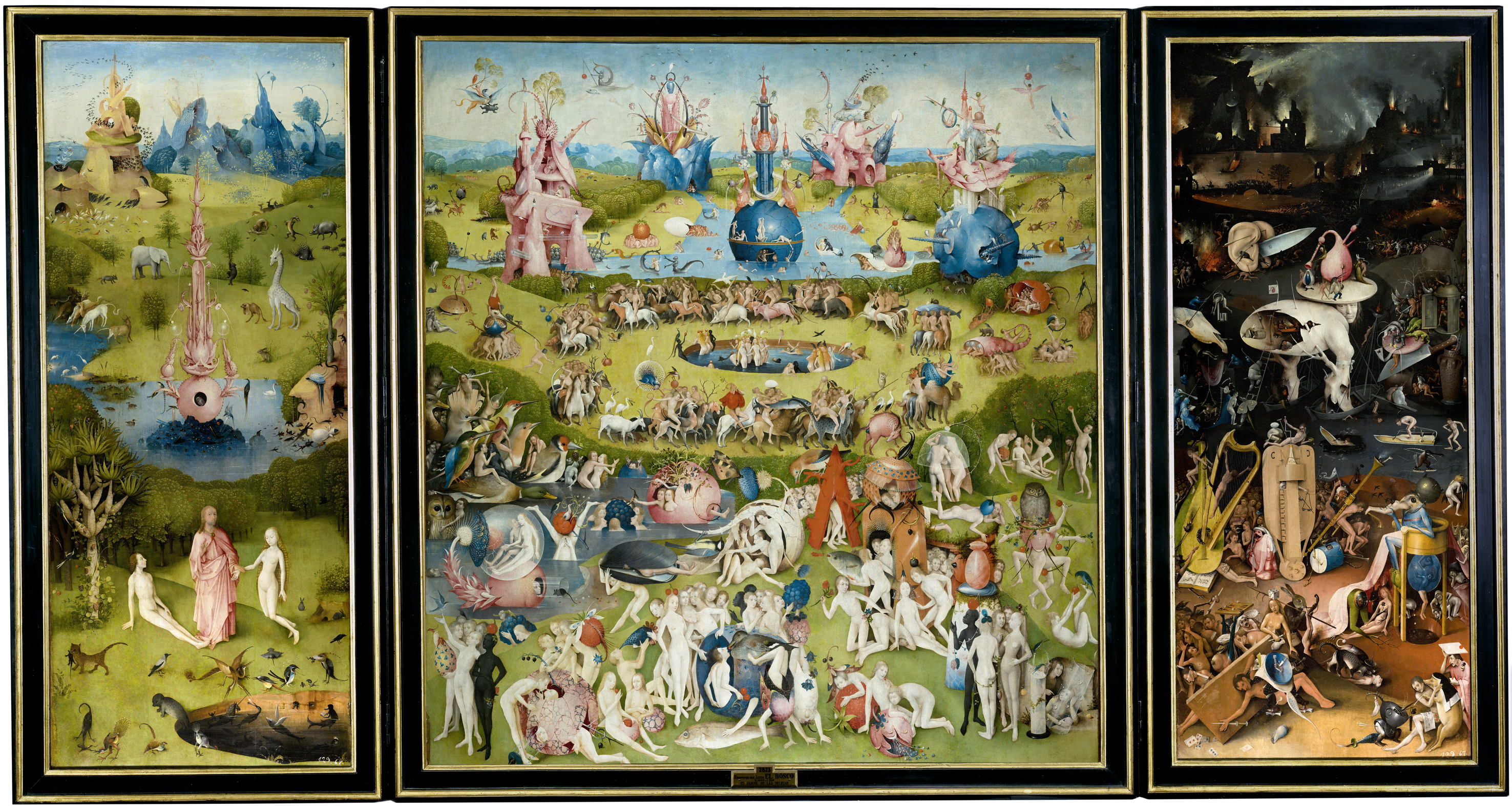
Hieronymus Bosch, Khu vườn lạc thú trần tục, 1490–1510. Bảo tàng Prado, Madrid

Tam liên họa (tiếng Anh: triptych /ˈtrɪptɪk/ TRIP-tik, nguồn từ tính từ tiếng Hy Lạp τρίπτυχον "triptukhon" (gồm ba phần gấp lại), trong đó, tri, nghĩa là "ba" và ptysso, nghĩa là "gấp" hay ptyx, nghĩa là "nếp gấp") là một tác phẩm nghệ thuật (thông thường là một bảng vẽ) được chia thành ba phần, hay ba tấm điêu khắc có bản lề sắp khít với nhau và có thể gập lại hay mở ra. Tam liên họa là một loại đa liên họa (polyptych), thuật ngữ tổng quát biểu thị những tác phẩm đa bảng. Một tam liên họa gồm ba bảng, bảng giữa đặc thù mang kích thước lớn nhất và hai bảng bên nhỏ hơn hàm chứa nội dung tương hỗ đến tổng thể tác phẩm, bên cạnh đó vẫn có những tam liên họa gồm các bảng bằng nhau về kích thước. Kiểu cách tam bảng này cũng xuất hiện trong trang trí mặt dây chuyền.
Mặc dù nghĩa gốc mắc xích đến một quy cách nghệ thuật, thuật ngữ tam liên họa vẫn hay được sử dụng để chỉ bất kỳ vật nào gồm 3 phần, đặc biệt là khi những phần cùng liên hợp thành một đơn vị duy nhất.

## Trong nghệ thuật
Quy cách tam liên họa khởi phát từ nền hội họa Kitô giáo sớm, và trở thành khuôn khổ tiêu chuẩn thịnh hành cho những bức họa thờ tế từ thời kỳ Trung Đại trở đi. Phạm vi địa lý của phong cách này bao trùm từ những nhà thờ Đông La Mã phía đông đến những nhà thờ tộc Celt phía tây. Những họa phẩm thời Phục Hưng như của Hans Memling và Hieronymus Bosch áp dụng quy cách này. Các nhà điêu khắc cũng ứng dụng nó để tạo nên những chế tác đậm chất tam liên họa. Đồng thời, quy cách tam liên họa còn giúp vận chuyển tác phẩm dễ dàng hơn, do có thể gập lại thu nhỏ kích thước.
Kể từ thời kỳ mỹ thuật Gothic lên ngôi, tại châu Âu và những nơi khác, những tế đàn họa trong nhà thờ và thánh đường thường có dạng tam liên họa. Ví dụ như Thánh đường Llandaff có một tranh thờ kiểu tam liên họa. Thánh đường Đức Mẹ tại Antwerp, Bỉ có hai bức của họa sĩ Rubens, và Nhà thờ Đức Bà Paris là một ví dụ áp dụng tam liên họa trong lĩnh vực kiến trúc. Hình thức nghệ thuật này cũng xuất hiện trong mỹ thuật sắp đặt những ô kính màu ghép đậm sắc tôn giáo. Mặc dù bị nhấn mạnh là một quy cách trang trí bệ thờ, thế nhưng tam liên họa đã vọt khỏi ý niệm ban đầu, dẫn đến những họa phẩm sáng tạo nổi tiếng của Hieronymus Bosch, Max Beckmann, và Francis Bacon.
Tam liên họa 1969, Three Studies of Lucian Freud (tạm dịch: Ba học giả của Lucian Freud), của Francis Bacon là tác phẩm nghệ thuật được trả với mức giá cao nhất 142,4 triệu đô la Mỹ, trong một cuộc đấu giá tháng 11 năm 2012. Kỷ lục này bị phá đổ vào tháng 5 năm 2015, khi bức họa Les Femme d’Algers (tạm dịch: Những người phụ nữ ở thủ đô Algiers) của Pablo Picasso vẽ năm 1955 được chào mua với giá 179,4 triệu đô la.
Kiểu cách này cũng thiên di và nhập hòa vào nền nghệ thuật của một số tôn giáo khác, như Hồi giáo và Phật giáo. Lấy thí dụ: tam liên họa Hilje-j-Sherif đang trưng bày ở Bảo tàng Nghệ thuật Phương Đông Quốc gia, tại Roma, Ý; và một trang kinh Qu'ran ở Bảo tàng Nghệ thuật Thổ Nhĩ Kỳ và Hồi giáo tại thành phố Istanbul, Thổ Nhĩ Kỳ, một ví dụ cho thấy sự thích nghi của nghệ thuật tôn giáo Đế quốc Ottoman với những mô típ mỹ thuật. Tương tự, Phật tử Tây Tạng cũng ứng dụng tam liên họa trong trang trí những tế đàn truyền thống.

## Trong nhiếp ảnh

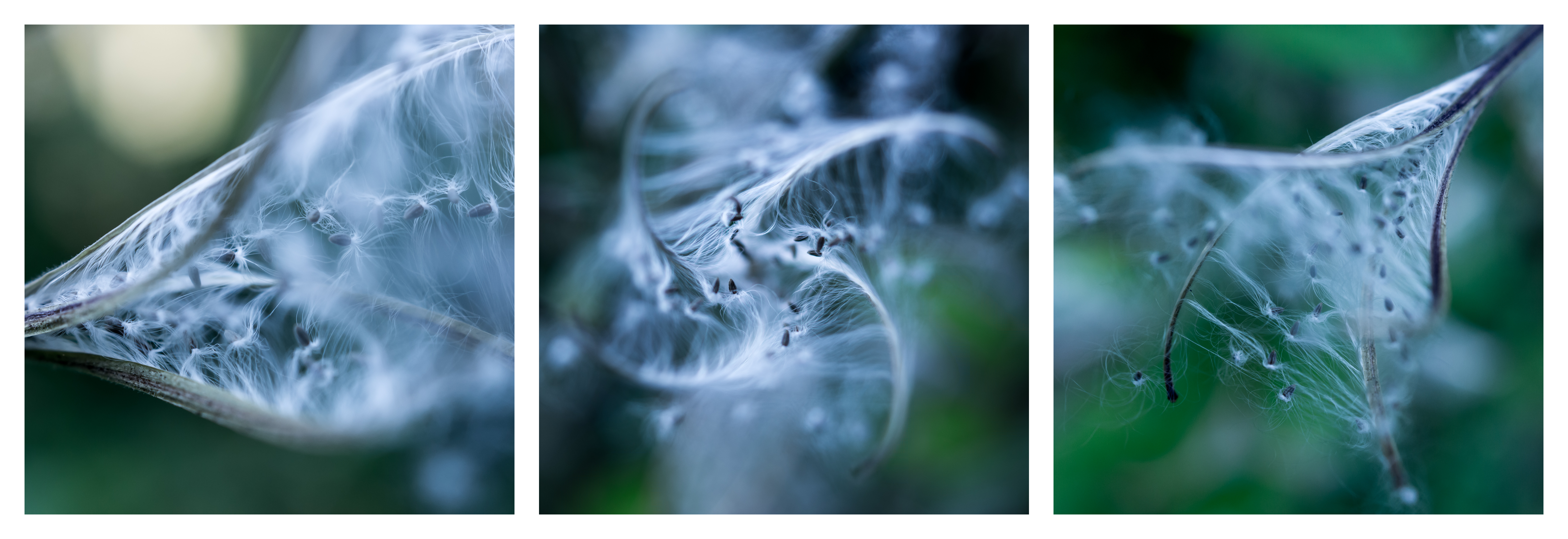
Tam liên họa ảnh chụp hiện đại

Tam liên họa ảnh chụp là một phong cách nghệ thuật phổ biến trong các tác phẩm thương mại hiện đại. Người ta thường bố trí những tấm ảnh ngăn cách nhau bằng một đường trống. Tác phẩm có thể bao gồm những hình ảnh riêng biệt cùng thể hiện một chủ đề, hay là một tấm lớn bị cắt ra ba phần.

## Ví dụ
- Lễ Truyền tin cho Thánh Margaret và Thánh Ansanus của Simone Martini
- Tam liên họa Stefaneschi của Giotto
- Tế đàn họa Mérode của Robert Campin
- Khu vườn hưởng lạc trần tục, Tam liên họa về Sự quyến rũ của Thánh Anthony và Tam liên họa Cỗ xe thồ cỏ của Hieronymus Bosch
- Tế đàn họa Portinari của Hugo van der Goes
- Tế đàn họa Buhl, bề rộng 7 m (23 ft)
- The Raising of the Cross của Peter Paul Rubens
- Khởi hành của Max Beckmann
- Ba dáng vẻ con người dưới chân cây thập tự của Francis Bacon
- Người tiên phong của Frederick McCubbin
- Tác phẩm điêu khắc "Tam liên họa Compton"

## Thư viện ảnh

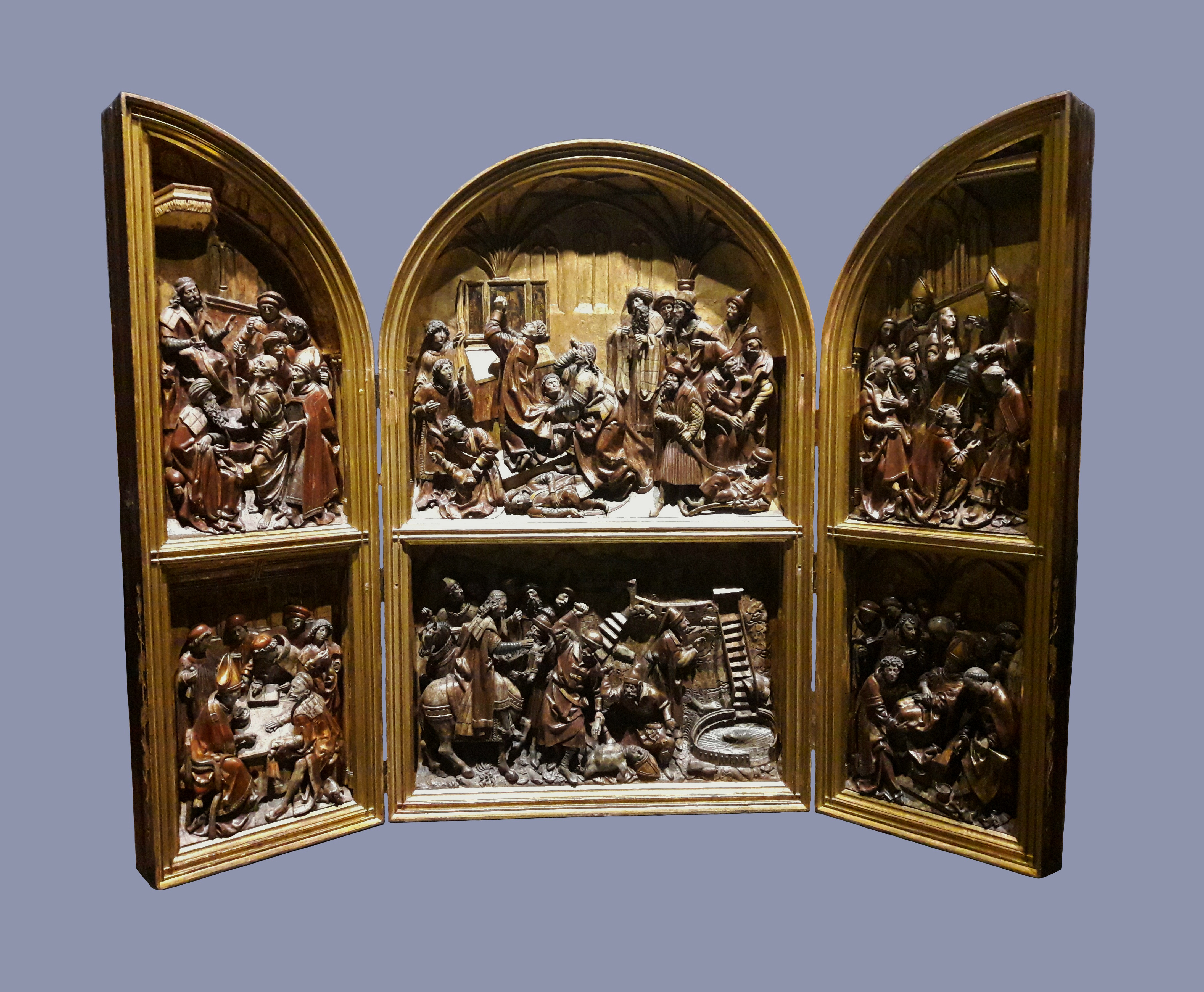
Mô hình bằng gỗ của tam liên họa bạc của Saint Stanislaus, khoảng năm 1512, Bảo tàng quốc gia ở Warszawa
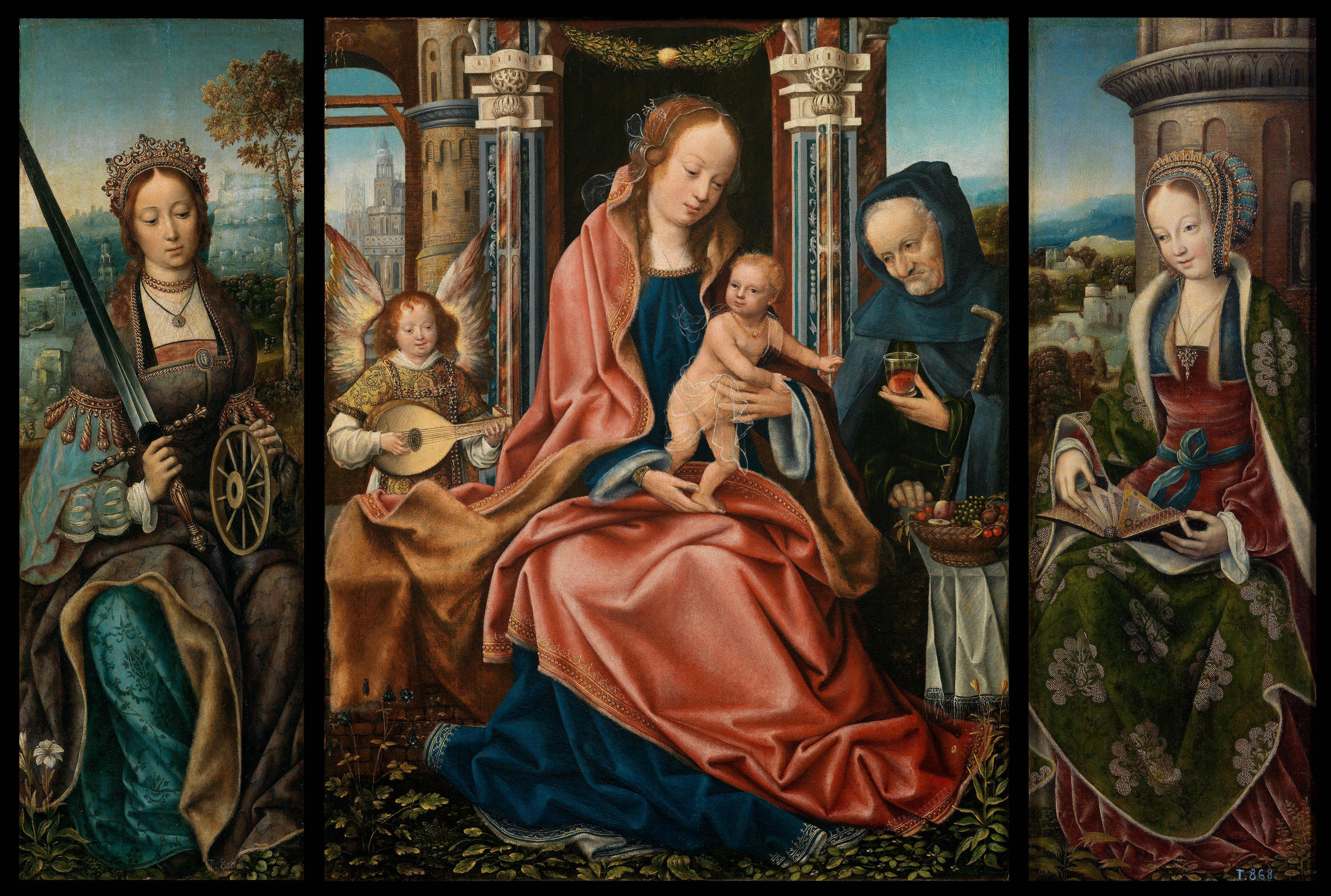
Bức tranh Sagrada Familia con ángel músico, Santa Catalina de Alejandría, Santa Bárbara của họa sĩ Bậc thầy Frankfurt, thực hiện trong giai đoạn 1510–1520, trưng bày ở Bảo tàng Prado, Madrid. Năm 2008, tại Prado, các phần của bức tranh mới được hợp nhất hoàn toàn (trước kia tấm giữa từng nằm ở convento dominico de Santa Cruz tại tỉnh Segovia) kể từ khi bị chia tách năm 1836.
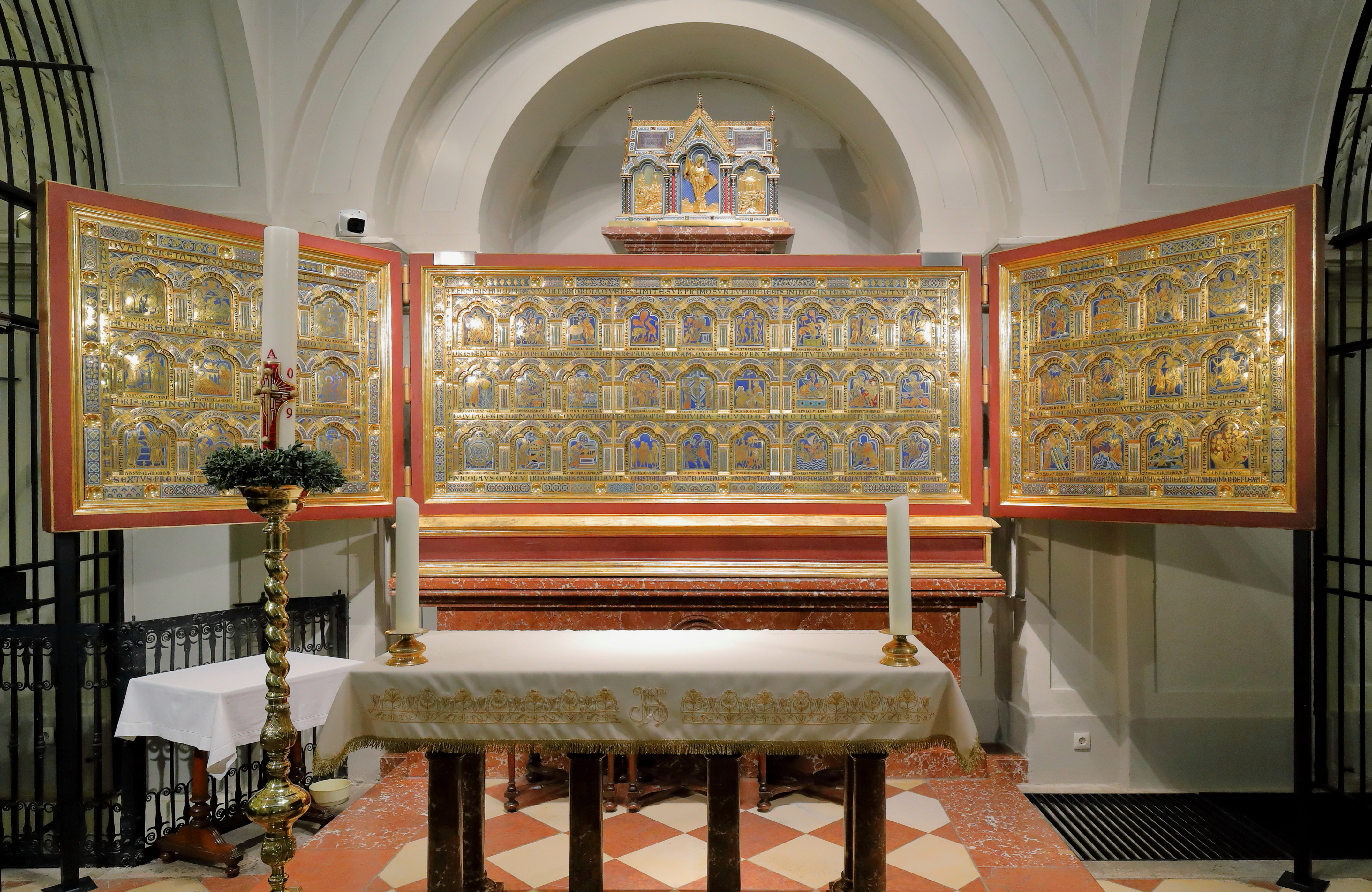
Tế đàn Verdun ở Tu viện Klosterneuburg
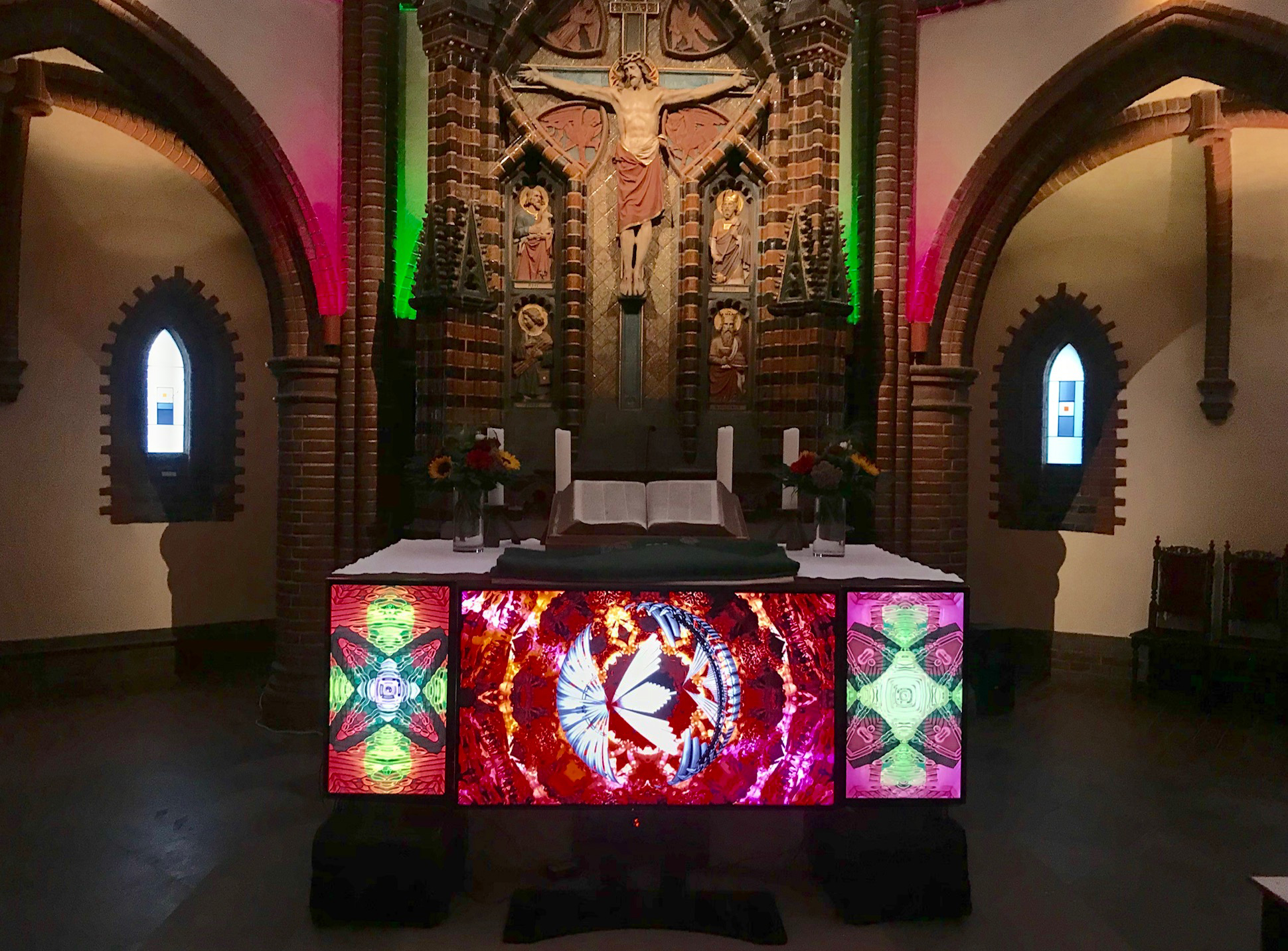
Mẹ Trái Đất, tam liên họa video của Tosh Leykum, 2019, Nhà thờ Elisabeth, Langenhagen, Đức